# (17955) Sedransk
(17955) Sedransk (1999 JZ22) – planetoida z pasa głównego asteroid okrążająca Słońce w ciągu 4,34 lat w średniej odległości 2,66 j.a. Odkryta 10 maja 1999 roku.